# テハンノで売春していてバラバラ殺人にあった女子高生、まだテハンノにいる
『テハンノで売春していてバラバラ殺人にあった女子高生、まだテハンノにいる』（テハンノでばいしゅんしていてバラバラになったじょしこうせい、まだテハンノにいる、原題:대학로에서 매춘하다가 토막 살해당한 여고생 아직 대학로에 있다）は、2000年12月30日に公開されたナム・ギウン（남기웅）監督による韓国映画である。

## 概要
『テハンノで売春していてバラバラ殺人にあった女子高生、まだテハンノにいる』は、女子高生が教師にバラバラに切断され殺害された後、復活して復讐するホラー映画である。売春していて殺害される女子高生役をイ・ソユンが、担任の女子高生を殺害した教師役をキム・デトンがそれぞれ演じている。
ハングル27文字からなり、韓国映画で最も長いタイトルとして知られている（2008年3月現在）。韓国では18歳未満の視聴制限、日本ではR-15指定である。
作中で使用されている曲は、パット・メセニーの「If I Could」。ダンスを踊るシーンの曲は、韓国のロックバンドハックルベリーフィンの「Teacher Says」。

## あらすじ
男の性欲が見えるサングラスを使い、ソウルのテハンノで夜な夜な売春している女子高生。そんなある夜、いつものようにテハンノで売春している女子高生は、担任の教師に見つかってしまう。女子高生は、許してもらうために、担任の教師と関係をもつ。その後、担任の教師は、ホクロ3兄弟に関係をもった女子高生を殺すように依頼する。ホクロ3兄弟が女子高生を殺し、バラバラにしてしまう。バラバラ死体の入った袋を謎の男が拾い上げ、ミシンの老婆がバラバラ死体を縫い上げる。謎の組織の殺人マシーンとして蘇った女子高生は、あるきっかけで自分の惨殺に関わった者への復讐をはじめる。

## キャスト
- イ・ソユン（朝鮮語版） - 夜な夜な売春している女子高生 役
- キム・デトン - 女子高生と関係を持ってしまう担任の先生 役
- ファン・ピルス - 担任の先生の祖母 役
- ペ・スベク - ホクロ兄弟1 役
- キム・ホギョム - ホクロ兄弟2 役
- ヤン・ヒョクチュン - ホクロ兄弟3 役
- パク・トンヒョン - 謎の男 役
- ユ・ジュンジャ - ミシンの老婆 役

## スタッフ
- 監督・脚本・撮影・編集・音楽 : ナム・ギウン
- プロデューサー : ウン・ギジン
- 助監督 : パク・ジュノ
- 編集・SFX/VFX : イ・チャンマン
- 照明 : パク・ミン
- 音響 : パク・インシク

## 出品・受賞
- 2001年 - シンガポール国際映画祭アジア・パノラマ部門
- 2001年 - バンクーバー国際映画祭（龍虎賞受賞）
- 2002年 - ロッテルダム国際映画祭
- 2002年 - フィラデルフィア映画祭ニュー・コリアン・シネマ部門